# البحرين في الألعاب البارالمبية الصيفية 2008
أرسلت البحرين وفدا للمنافسة في دورة الألعاب البارالمبية الصيفية لعام 2008 في بكين عاصمة الصين.